# Oetz

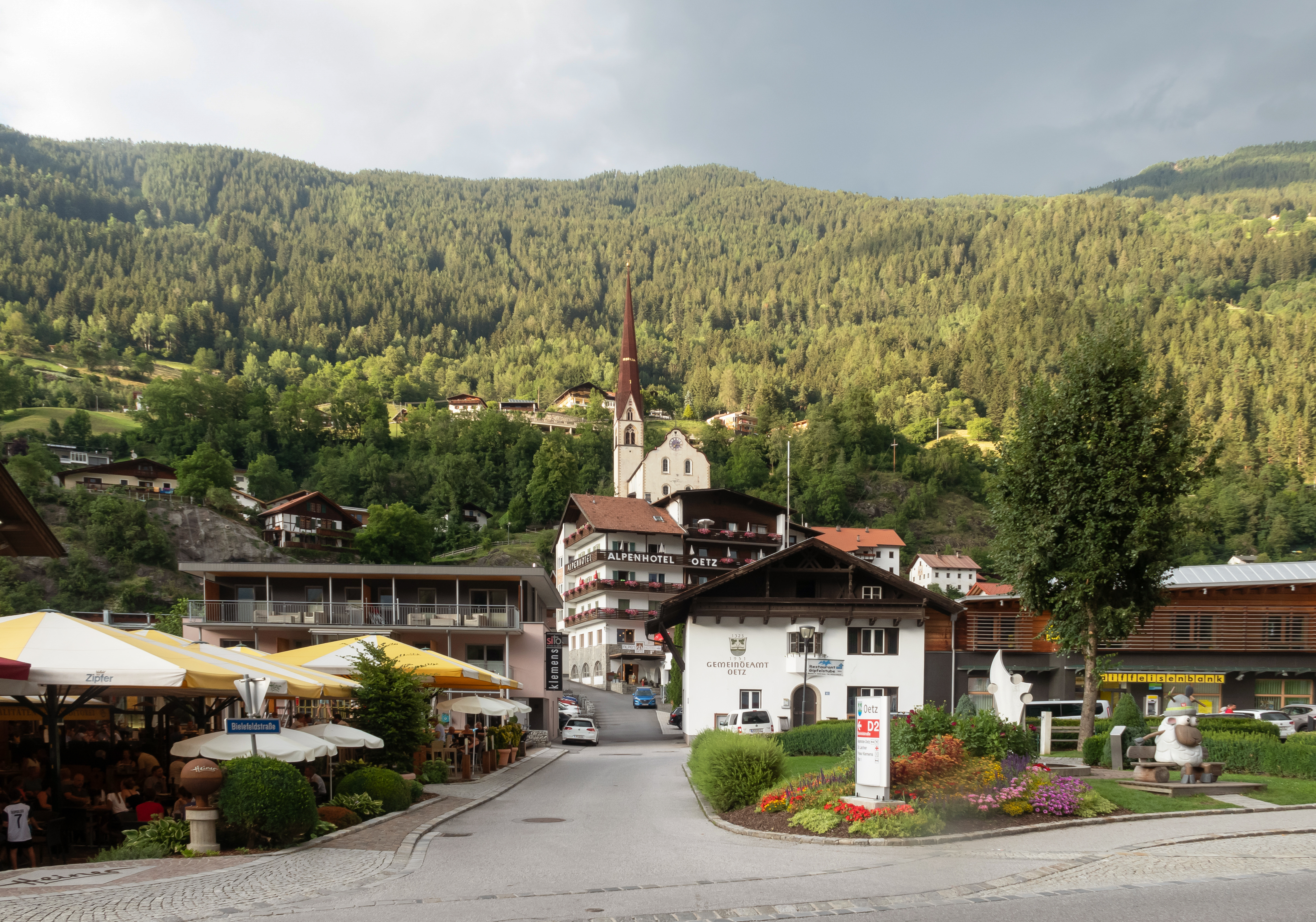
Blick auf die Bielefeldstraße mit Pfarrkirche

Oetz ist eine Gemeinde im Bezirk Imst (Gerichtsbezirk Silz) in Tirol in Österreich mit 2411 Einwohnern (Stand 1. Jänner 2025).

## Geografie
Oetz liegt in einer Weitung im Vorderen Ötztal. Der Ort, ein Haufendorf, hat durch seine Beckenlage am Fuß Acherkogels ein besonders mildes Klima, weshalb er wie die Bezirksstadt Imst mitunter „Meran Nordtirols“ genannt wird. Westlich des Hauptortes fließt die Ötztaler Ache.

### Gliederung
Die Gemeinde besteht aus den Dörfern Oetz, dem seit Längerem damit verwachsenen Ötzermühl, sowie den eigenständigen Dörfern Ötzerau, Habichen und Piburg. Weiters gehören zur Gemeinde die Weiler Mühlau und Riedeben, die Rotten Ebene, Schlatt, Schrofen, Seite, Stufenreich und Taxegg, sowie mehrere Einzelhöfe und Almen. Nachbargemeinden sind Haiming, Sautens, Silz und Umhausen.

### Nachbargemeinden
|         | Haiming                                     |      |
| Sautens | Kompassrose, die auf Nachbargemeinden zeigt | Silz |
|         | Umhausen                                    |      |

## Geschichte
Erste Spuren aus der Hallstattzeit weisen darauf hin, dass sich in diesem Gebiet schon vor etwa zweieinhalbtausend Jahren Menschen niedergelassen haben. Am so genannten Kendlschrofen sind Belege aus der Bronzezeit (2200 bis 800 v. Chr.) gefunden worden. Spätere Artefakte stammen von einem Brandopferplatz am Schlössle.

### Urkundliche Erwähnung
Bezüglich der ersten urkundlichen Nennung wurde gelegentlich die Auffassung vertreten, sie habe „Ez“ gelautet. Allerdings bezog sich diese Meinung auf eine – von Joseph von Hormayr vor 1838 – gefälschten Schenkungsurkunde Herzog Heinrichs des Löwen an das Stift Wilten zu angeblich 1166.
Heute erinnert an diese irrtümliche Nennung der Name des Oetzer Gemeindesaals, der seit Mitte der 1990er-Jahre „Ez“ lautet. Diese Bezeichnung stellt deshalb eine Missinterpretation dar, weil sie aus einem lateinischen Satz stammt und richtig transkribiert „Etz" lauten muss – genau so, wie der Name des Ortes auch heute im Dialekt verwendet wird – und im Mittelhochdeutschen geschrieben wurde. Eine andere Schreibvariante war „Ecs“. Genau unter diesem Blickwinkel ist auch die aus dem Jahr 1259 stammende Überlieferung „Antiquas locus [super] munitionis fluvio Ez“ ("Die alte Festung [oberhalb] des Flusses „Ötz“) zu sehen. In Meinhard des II. Urbar von 1288, bereits in mittelhochdeutscher Sprache verfasst, scheint der Name dementsprechend als „Etz“ auf.

### Entwicklung
Die abgegangene Burg Auenstein befand sich im 12. Jahrhundert in Ötzerau.
Wie das ganze Tal gehörte Oetz zum Gericht Petersberg bei Silz, das Herzog Meinhard II. 1266/67 unter seine Landesherrschaft brachte. „Dingstatt“ (Ort des Gerichtstages) für das Tal war in Oetz, weshalb dieses auch nach selbiger Gemeinde benannt wurde.
Wie auch in anderen Orten der Umgebung, spielte der Flachsanbau ab dem 17. Jahrhundert eine große Rolle, bis er Anfang des 20. Jahrhunderts eingestellt wurde.
Gegen Ende des 19. Jahrhunderts entwickelte sich Oetz immer mehr zu einer Tourismusgemeinde. Bereits 1877 wurde durch den Hotelier und Reichsratsabgeordneten Johann Tobias Haid der erste Verschönerungsverein gegründet. Es folgte ein Boom ab Mitte des 20. Jahrhunderts. Seit den 1990er Jahren sind die Betten- und Nächtigungszahlen allerdings wiederum rückläufig. Sie betragen aktuell nur zwei Drittel des Höchstwertes, vor allem, weil sich viele Privatzimmervermieter vom Tourismus abgewandt haben. Die Gemeindeführung versuchte speziell zwischen 2018 und 2020 mit umstrittenen Investorenmodell-Projekten diesem Schwund entgegenzuwirken. Nach Widerstand aus der Bevölkerung wurde das 2014 im Gemeinderat abgesegnete Papier zur Freizeitwohnsitzgestaltung 2021 wieder eingestampft.

### Ortsname
Der Name der Gemeinde geht auf althochdeutsch etzen ‚abweiden‘ zurück. Im Laufe der Labialisierung wandelte sich das „E“ zum „Ö“, analog zum Oberinntaler Tesens (Tösens). In einer Zwischenstufe der Ortsschreibung stand oberhalb des „O“ zweiweise auch ein kleines „e“, zu finden unter anderem in Kirchenmatriken, in denen derart von Oetz zu lesen ist. Allerdings entspricht auch diese Variante eindeutig „Ötz“: Die Schreibweise Oetz hatte lediglich in jener Zeit Bestand, in der sich gerade aus dem Oe der Umlaut Ö entwickelte. Somit ist „Oetz“ keinesfalls als die historische Schreibweise zu betrachten.
Trotzdem wurde Ende des 19. Jahrhunderts, vornehmlich im Druckwesen, auch die Schreibvariante „Oetz“ verwendet. Zu dieser Zeit konnten allerdings aus technischen Gründen keine Umlaute dargestellt werden. Deshalb war unter anderem auch von „Oetz im Oetzthale“ zu lesen, wie etwa in „Ueber Land und Meer“ der Deutschen Verlags-Anstalt.
Im Jahr 1995 merkte das Tiroler Landesarchiv zur Schreibweise „Oetz“ an: „Erst zum Ende des 18. Jahrhunderts bürgerte sich vorübergehend die sinnstörende Schreibung ‚Oetz‘ ein, die entgegen zahlreicher Expertengutachten noch immer fortbesteht.“

#### Namensänderung
All dessen ungeachtet beantragte die Gemeindeführung im Jahr 2014 beim Land Tirol die Änderung der offiziellen Schreibweise von „Ötz“ in „Oetz“. Die Begründung: Es habe sich bei „Oetz“ um die „immer schon verwendete“ Version gehandelt. Dem Antrag wurde stattgegeben, weil jede Gemeinde selbst bestimmen kann, wie sie heißen will, selbst wenn die Schreibweise mit der Tradition und der Sinnhaftigkeit bricht. Allerdings trägt die eigentliche Katastralgemeinde nach wie vor die ursprüngliche Bezeichnung Ötz.
„Oetz“ stellt in der Region somit eine Ausnahme dar: Sowohl das Ötztal, der Tourismusverband TVB Ötztal als auch andere Ortsnamen wie Ötztal-Bahnhof, Kühtai, Köfels, Sölden und Testimonials wie DJ Ötzi oder auch der Eismann Ötzi werden unter Verwendung von Umlauten geschrieben. Auch Östen kehrte etwa zu seiner ursprünglichen Form zurück, obwohl es in der Franziszeischen Landkarte von 1856 als „Oesten“ geschrieben steht.
Dafür gelangte das "Ö" im Jahr 2019 wieder in die bis dahin vorherrschende Schreibweise „Hochoetz“. Dabei blieb allerdings auch das „e“ bestehen, weshalb es zu der für Verwirrung und Verwunderung sorgenden Version „Hochöetz“ kam.

### Flurnamenkarte
So wie in anderen Tiroler Gemeinden wurden auch in Oetz um das Jahr 2015 viele alte Namen in einem so genannten Flurverzeichnis für die Nachwelt festgehalten. Allerdings führte auch dies zu Missverständnissen und unterschiedlichen Schreibweisen, wie etwa bei „Perweg/Bärweg“. In besagtem Fall beugte sich die Gemeinde Oetz und schloss sich der Schreibweise der Nachbargemeinde Sautens mit „Beerweg“ an.

### Bevölkerungsentwicklung
EinwohnerJahr9001200150018002100240027001860189019201950198020102040EinwohnerEinwohnerentwicklung von Oetz

## Kultur und Sehenswürdigkeiten
- Die spätgotische Pfarrkirche wurde barock erweitert.
- Im Ortskern sind historische Gasthöfe teils mit Fassadenmalereien.
- Das Turmmuseum erhielt den Museumspreis des Bundeslandes Tirol 2004.

### Freizeit und Sport

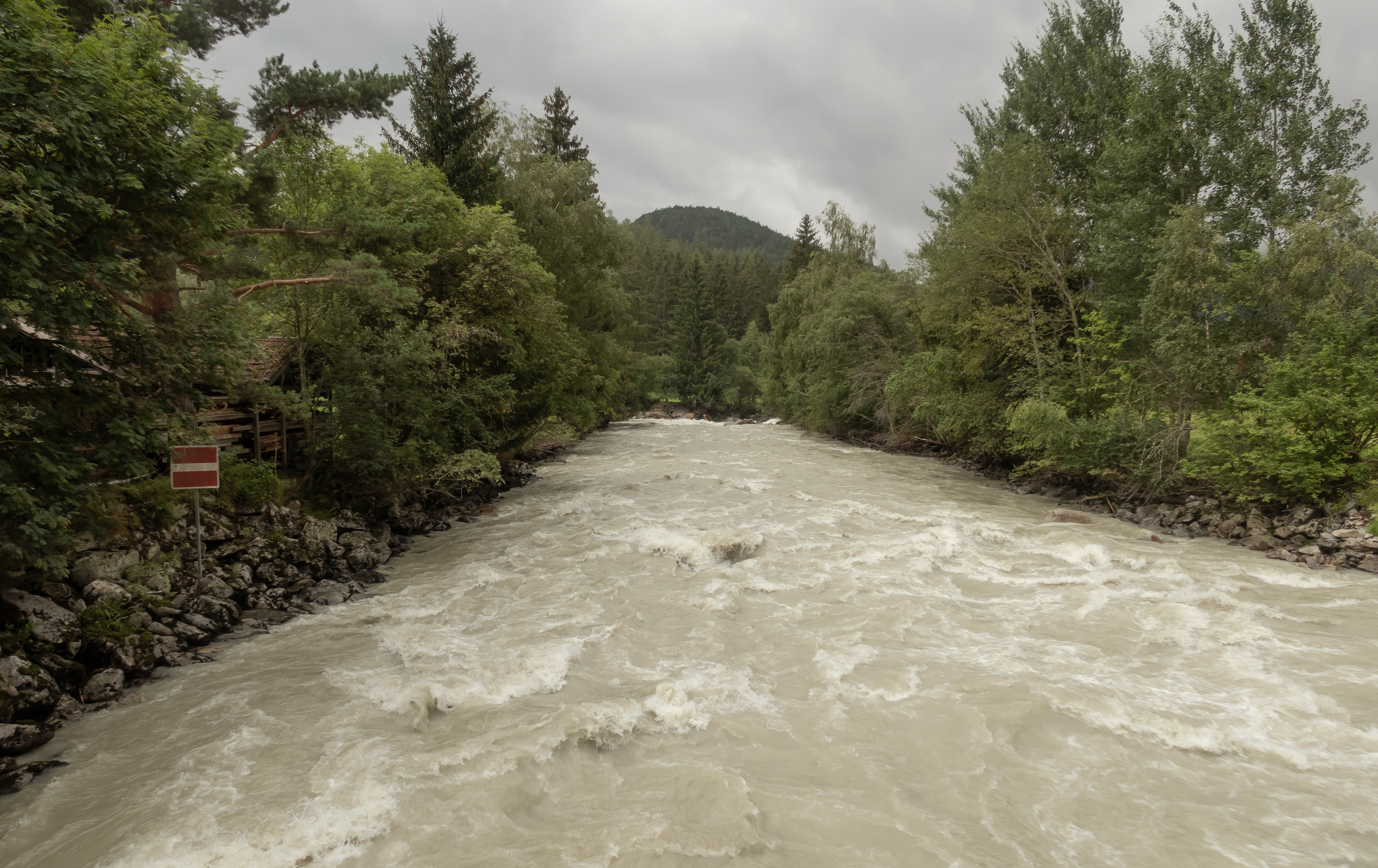
Habichen, die Ötztaler Ache

- Oetz ist häufig Schauplatz von Kajakmeisterschaften wie der Sick LIne, die auf der Ötztaler Ache stattfindenden.
- Die Ötztaler Ache wird kommerziell mit Rafts befahren.
- Fahrrad: Oetz ist Startpunkt für die – mit dem Fahrrad sehr anspruchsvolle – West-Ost-Überquerung des Kühtaisattels.
- Ski alpin: Skigebiet Hochoetz

### Piburger See
Ein beliebtes Ausflugsziel ist der nahe gelegene Piburger See. Der 800 m lange, 250 m breite und bis zu 25 m tiefe See ist das Ergebnis eines Bergsturzes. Das naturbelassene Gewässer stellt den größten See im Ötztal dar. Er ist mit bis zu 23 °C auch der wärmste Gebirgssee Tirols.

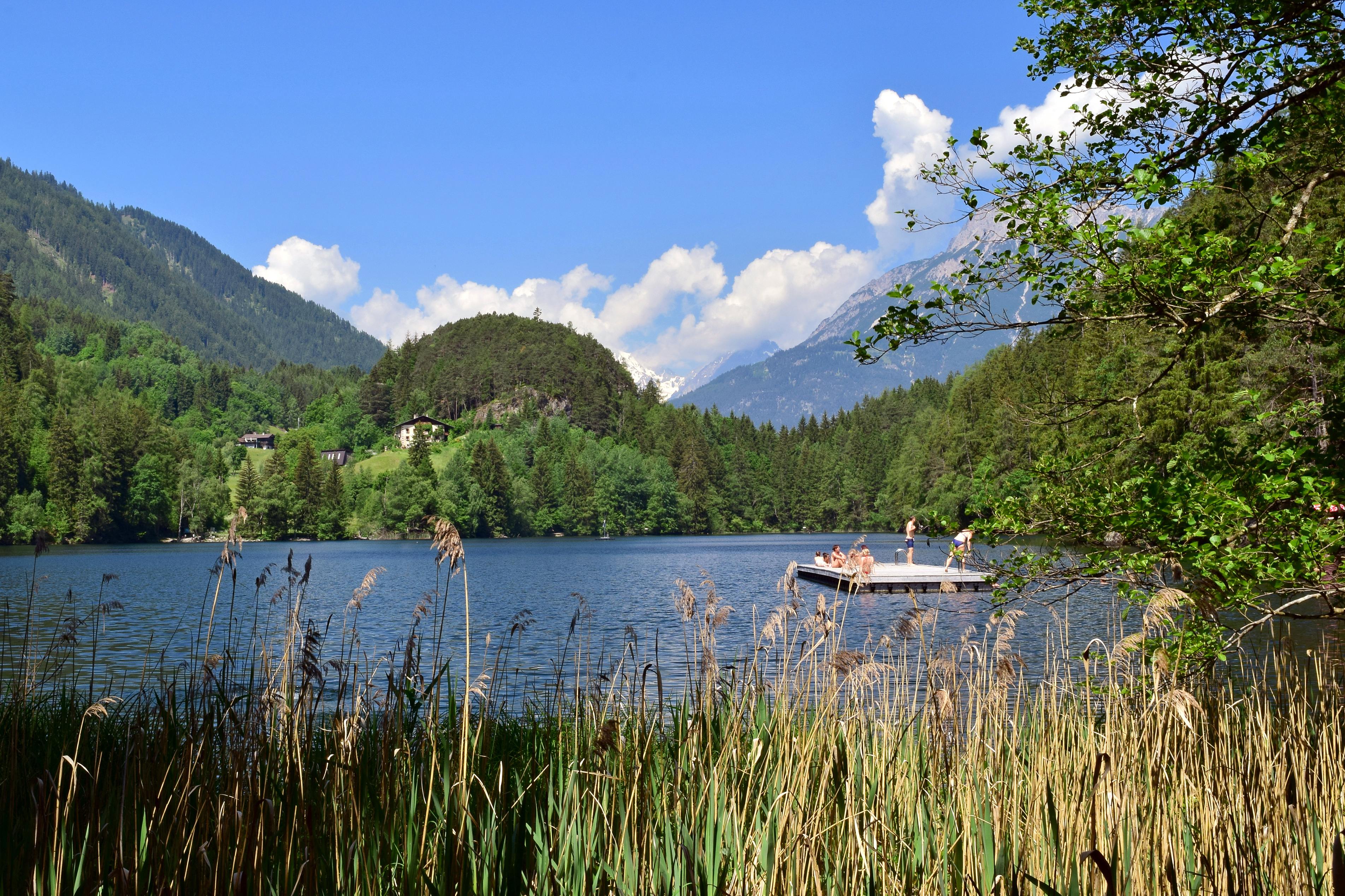
Naturdenkmal Piburger See im Landschaftsschutzgebiet Achstürze-Piburger See

Der Piburger See ist eines der ältesten Naturschutzgebiete Tirols. 1929 wurde er zum Naturdenkmal erklärt. 1983 wurde das Schutzgebiet erweitert, es entstand das heutige Landschaftsschutzgebiet Achstürze–Piburger See. (Landschaftsschutzgebiete sind Gebiete, die zur Erhaltung der besonderen landschaftlichen Eigenart und Schönheit und des sich daraus ergebenden Erholungswertes unter Schutz gestellt werden. Der Schutz von Tieren und Pflanzen tritt hier in den Hintergrund.) Im Frühjahr 2004 wurde seitens der Tiroler Landesregierung eine Betreuungsstelle für dieses Schutzgebiet eingerichtet. Wesentliche Aufgaben der Gebietsbetreuung sind die Vermittlung der Besonderheiten und der Bedeutung eines Schutzgebietes und damit die Sensibilisierung der Bevölkerung dafür.
Die urkundlich belegte Geschichte des Sees geht auf das Jahr 1282 zurück, als Graf Meinhard II. den See als Zugehör des benachbarten Hofs Piburg dem Stift Stams im Oberinntal schenkte. Diese Urkunde stellt eine der vier ältesten schriftlichen Aufzeichnungen des Landes Tirol dar. 1860 verkaufte das Stift den See an den als „Teufelsschmied“ bekannten Johann Leitner, 1876 kam er in den Besitz der Familie Pfaundler. 1980 kaufte die Gemeinde Oetz den See und ließ die alte Bade- und Bootsanlage erneuern.
Sage
„Wo dieser Gebirgssee in Ötzthal seine Wellen schlägt, war vor Zeiten eine schöne Ebene mit einem stolzen Bauernhofe und einer freundlichen Kapelle. Hof und Kapelle sind versunken, weil die dortigen Bewohner den Feiertag nicht heiligten. Sie waren so gottlos, daß sie am hohen Unserfrauentag (15. August) das Heu, das sie am vorigen Tage gemäht hatten, einführten. Als sie aber mit dem ersten großen Fuder zum Stadel kamen, wich plötzlich der Boden und der ganze Hof versank mit Mann und Maus.“

## Wirtschaft und Infrastruktur
Die Gemeinde ist ein zweisaisonaler Fremdenverkehrsort mit dem Ski- und Wandergebiet Hochötz. Viele Einwohner pendeln allerdings täglich zu ihren Arbeitsplätzen in größere Orte (Imst, Landeck, Telfs und Innsbruck). Laut Verkehrszählung des Landes Tirol rollten 2019 täglich rund 14.400 Fahrzeuge, an Spitzentagen sogar über 21.000, durch Oetz. Im Vergleich dazu fuhren weniger Fahrzeuge über den Fernpass.
Die touristisch besten Zeiten hatte Oetz Ende der 1970er bis Anfang der 1980er Jahre. 1981 wurden am Höhepunkt des Tourismus 398.710 Übernachtungen verzeichnet. Die Übernachtungsstatistik pendelte sich um den Jahrtausendwechsel bei rund einer Viertelmillion ein (2019: 269.589). Die Gemeinde hatte vergeblich versucht, die Anzahl der Übernachtungen wieder erhöhen. Dazu wurde das Skigebiet Hochötz mehrfach erweitert. Trotz des Entstehens touristischer Großprojekte in näherer Umgebung wie des Aqua Domes und der Area 47 konnte Oetz nicht wesentlich profitieren.
Zwischen Spätherbst 2018 und Frühjahr 2019 gab es Diskussionen über ein neues Schigebiet im Bereich Feldring/Schafjoch. Die Projektwerber zogen das Projekt, das bereits zur UVE-Prüfung beim Land eingereicht war, wieder zurück und starteten einen Dialogprozess. Im Herbst 2020 äußerte sich der Bürgermeister dazu abschließend in einem Bezirksmedium: „Der kontrovers diskutierte Zusammenschluss der Schigebiete Hochötz und Kühtai ist vom Tisch.“
Ebenfalls viel Staub wirbelte um dieselbe Zeit ein in Oetz errichtetes Investorenmodell in Form einer Apartmentanlage auf.
Bis zur Fusion der Ortsverbände des Tales stellte der Tourismusverband Oetz eine eigene Institution dar. Deren letzte Obmänner waren Hans Röck und Kurt Fischer. Der gemeinsame Talverband Ötztal Tourismus stand anfangs unter dem Motto „Ein Band, das verbindet“ und zeigte neben einem bunten Streifen lediglich den einheitlichen Schriftzug „Ötztal“. Bald wurden auf dem Band aber auch die Logos von Sölden und Obergurgl platziert. Hinweise auf andere Talgemeinden fehlen seitdem. Nach einer kurzen Übergangsperiode mit Anton Haid als Ortsausschussobmann steht seit 2018 Roland Haslwanter an der Spitze. Der Unternehmer fungiert auch als Gemeinderat und ist im Aufsichtsrat der Bergbahnen tätig.

### Verkehr
Weil die stark frequentierte Ötztalstraße mitten durch den Ort verläuft, regte sich Widerstand in der Bevölkerung. Erstmals öffentlich gemacht hat das Thema im Jahr 2015 der Blog dynamoetz, der zur Lösung eine Umfahrung mit gleichzeitiger Umgestaltung des Ortskerns zu einer verkehrsberuhigten Zone anregte. In der darauffolgenden Wahlwerbung sprach die Bürgerliste (14 von 15 Mandaten) davon, dass eine Umfahrung „für uns jedenfalls keine Lösung ist“. Im März 2019 äußerte der Bürgermeister in einem ORF-Interview, Oetz habe „kein Verkehrsproblem“. In einem Postwurf und einer Pressekonferenz der Gemeindeführung vom November 2020 wurde eine mögliche Umfahrung allerdings als „alternativlos“ bezeichnet. Die dabei skizzierte Begegnungszone entsprach exakt der Idee aus dem Jahr 2015. Laut weiterer Ankündigung sollten im Herbst 2021 „Varianten für eine Ortsumfahrung vorgelegt“ werden. Dies geschah im Frühsommer 2022: Präsentiert wurden drei oberirdische Varianten auf der Südwestseite des Talkessels und zwei Tunnellösungen im Nordosten. Als weitere Vorgangsweise kündigte Bgm. Falkner „eine Einigung rechtzeitig vor den Tiroler Landtagswahlen“ (25. September 2022) an, weil sich "hier ein günstiges Verhandlungsfenster öffnen" würde. Weiters sprach der Obmann des Planungsverbandes davon, dass „bereits an Plänen für eine Bahn durch das Ötztal gearbeitet“ werden würde. Von diesem Ansinnen wusste allerdings der Tourismusverband Ötztal nichts und präsentierte die Idee in sozialen Medien als Faschingsscherz.
Verkehrszahlen 2022
Durchschnittlicher Tagesverkehr: 14.088 Kfz/24h
Größter Tagesverkehr (05.03.): 20.256 Kfz/24h
Größter Stundenwert (26.02./10-11 h): 1.716 Kfz/h

## Politik

### Gemeinderat
Zwischen 2004 und 2010 gab es in Oetz eine Einheitsliste, de facto auch zwischen 2020 und 2022, nachdem sich die 1-Mandatar-Opposition (AfÖ; SPÖ) aufgelöst hatte.
Aktuell werden in den Gemeinderat 15 Mandatare gewählt.
| Partei                                                                    | 2022    | 2022    | 2022      | 2016  | 2016    | 2016      |
| Partei                                                                    | Prozent | Stimmen | Mandatare | %     | Stimmen | Mandatare |
| ------------------------------------------------------------------------- | ------- | ------- | --------- | ----- | ------- | --------- |
| Die Oetzer Bürgerliste mit Bürgermeister Hansjörg Falkner (TEAMOETZ; ÖVP) | 67,38   | 818     | 10        | 90,27 | 1123    | 14        |
| Oetzer Zukunft (OEZ; parteifrei)                                          | 32,62   | 396     | 5         |       |         |           |
| Alternative für Ötz (AfÖ; SPÖ)                                            |         |         |           | 9,73  | 121     | 1         |

Im September 2022 vermutete die wiedererstarkte Opposition korruptes Verhalten des ÖVP-Bürgermeisters. Dessen Replik: „Wenn mir Machtmissbrauch nachgewiesen werden kann, bitte ich, das zu tun.“

### Bürgermeister
Bis zum Jahr 1849 gab es so genannte Vorsteher oder Ortsvorsteher. Die ersten, namentlich bekannten, in Oetz waren: Bartlmä Morherr, gestorben 1858; er war 44 Jahre lang Lehrer und Organist. Sein Sohn Alois Morherr wird im Traubuch der Pfarre ebenfalls als Ortsvorsteher geführt, auch er war Organist und Lehrer.
Weitere Bürgermeister: Franz Alois Jäger (1890–1908); Heinrich Schöpf (1908–1911); Alois Neurauter (1911–1915); Nikolaus Jäger (1916–1922); Jakob Kuen (1922–1938); Kurt Schwemberger, Paul Hantinger, Klaus Plattner (diese drei waren während des Zweiten Weltkrieges als Dorfverantwortliche eingesetzt); Franz Grießer (übergab 1945 an die Besatzung); Alois Schmid (1945–1950); Walter Gritsch (1950–1986); Joachim Grießer (1986–2004); Hansjörg Falkner (seit 2004).

### Wappen
Der Gemeinde wurde 1951 folgendes Wappen verliehen: In einem geteilten Schild oben in silbernem Feld zwei grüne Kleeblätter auf unterem grünen Feld. Im Schildfuß blauer See.
Die Kleeblätter stammen aus dem Wappen des im Mittelalter reich begüterten Klosters Frauenchiemsee und weisen auf die Landwirtschaft hin. Das blaue Gewässer steht für den Piburgersee, der heute eine wichtige Funktion für den Fremdenverkehr hat.

## Söhne und Töchter der Gemeinde
- Kassian Haid (1879–1949), Abt der Abtei Mehrerau und Generalabt der Zisterzienser
- Bruno Griesser (1889–1965), Mönch der Abtei Mehrerau, Zisterzienser und Kirchenhistoriker
- Rudolf Klotz (1921–1986), österreichischer Heimatforscher und Schriftsteller
- Adolf Trientl (1817–1897), Priester und Landwirtschaftsberater
- Hans Jäger (1937–2012), Galerist und Sammler, Begründer des Turmmuseums und des dazugehörigen -vereines
- Dora Czell (* 1947), Künstlerin und Pädagogin